# Aladár Kovácsi
Aladár Kovácsi (Budapest, 11 décembre 1932 -  Budapest,  8 avril 2010) est un champion olympique hongrois. Il faisait partie de l’équipe hongroise de pentathlon moderne qui a gagné une médaille d’or aux jeux olympiques d’été de 1952 à Helsinki.